# 飓风威尔玛
飓风威尔玛是大西洋盆地有史以来最强烈的热带气旋，也是西半球记录以来第二强的热带气旋，強度僅次於2015年的飓风帕特里夏之后，创纪录的2005年大西洋飓风季的一部分，其中包括有史以来最强烈的十个大西洋飓风中的三场（以及#4丽塔和#7卡特里娜），威尔玛是2005年大西洋飓风季20个命名的风暴、第13个飓风、第6场大型飓风、第4个5级飓风和第2大破坏性飓风。10月15日，热带低气压在牙买加附近的加勒比海形成，向西前进，两天后增强为热带风暴，它突然转向南且被命名为威尔玛。威尔玛继续增强并在10月18日最终成为飓风。此后不久开始快速增强，仅在24小时内，威尔玛就成为风速为185英里/小时（298公里/小时）的5级飓风。
威尔玛的强度在成为5级飓风后慢慢趋于平稳，在10月20日和21日到达尤卡坦半岛之前，风速已降至150英里/小时（240公里/小时）。穿过尤卡坦半岛后，威尔玛以2级飓风进入墨西哥湾。当它开始向东北加速时逐渐重新增强，并且在10月24日升级为3级飓风。此后不久，威尔玛以120英里/小时（190公里/小时）的风速在佛罗里达州罗马诺角登陆。当威尔玛穿越佛罗里达时短暂减弱为2级飓风，但到达大西洋时再次增强为3级飓风，在向东北加速的同时减弱。到10月26日，威尔玛转变成新斯科舍东南部的温带气旋。
威尔玛连续登陆，在墨西哥的尤卡坦半岛、古巴和美国佛罗里达州造成了最具破坏性的影响。根据报告，至少有52人死亡，损失总额达224亿美元，其中大部分发生在美国。自威尔玛之后就没有其他大型飓风登陆过美国本土直到2017年9月27日飓风哈维登陆了德克萨斯州南部，结束了11年10个月的记录期。在此期间，大西洋主要飓风的发生频率略高于平均水平；他们要么没有以那种强度登陆美国，要么完全路过了美国。此外，在威尔玛之后，直到近11年后2016年的飓风赫敏才袭击佛罗里达州，直到近12年后，当飓风厄玛于2017年9月初登陆时，佛罗里达州才遭受飓风袭击。

## 气象历史
| 最强烈的大西洋飓风     | 最强烈的大西洋飓风 | 最强烈的大西洋飓风 | 最强烈的大西洋飓风 | 最强烈的大西洋飓风 |
| 排名                   | 飓风               | 飓风季             | 气压               | 气压               |
| 排名                   | 飓风               | 飓风季             | 百帕               | 英寸汞柱           |
| ---------------------- | ------------------ | ------------------ | ------------------ | ------------------ |
| 1                      | 威尔玛             | 2005               | 882                | 26.05              |
| 2                      | 吉爾伯特           | 1988               | 888                | 26.23              |
| 3                      | “劳动节”           | 1935               | 892                | 26.34              |
| 4                      | 丽塔               | 2005               | 895                | 26.43              |
| 5                      | 米尔顿             | 2024               | 897                | 26.50              |
| 6                      | 艾倫               | 1980               | 899                | 26.55              |
| 7                      | 卡米尔             | 1969               | 900                | 26.58              |
| 8                      | 卡特里娜           | 2005               | 902                | 26.64              |
| 9                      | 米奇               | 1998               | 905                | 26.73              |
| 9                      | 迪安               | 2007               | 905                | 26.73              |
| 来源：大西洋飓风数据库 |                    |                    |                    |                    |

2005年10月中旬，一股庞大的季风槽在加勒比海形成，10月13日在牙买加东南部形成了一个广阔的低压区。慢慢变得更加明显。10月15日，国家飓风中心（NHC）将该系统归类为热带低气压二十四号，位于大开曼岛东南偏东约220英里（350公里）处。低气压在有利的环境下向西南方向10月18日漂移，包括的海面温度。10月17日，低气压增强为热带风暴，美国国家飓风中心将其命名为威尔玛。由于威尔玛的平大尺寸和平坦的气压梯度，最初的强化很慢，尽管相关的對流逐渐组织起来。
10月18日，威尔玛增强为飓风，随后在加勒比海的开阔水域上空快速增强。在截至10月19日的30小时内，威尔玛的气压从982毫巴（29.00英寸汞柱）下降到882毫巴（26.05英寸汞柱）；这让威尔玛成为最强烈的大西洋飓风，基于气压。在同一强化期间，风速增加到185英里/小时（298公里/小时）的峰值强度，使威尔玛成为萨菲尔-辛普森飓风风力等级的5级飓风。10月20日，眼墙置换循环周期导致威尔玛减弱至5级以下，因为它向西北方向漂移10月21日晚，威尔玛以150英里/小时（240公里/小时）的持续风速在金塔纳罗奥州的科苏梅尔岛登陆。大约六个小时后，威尔玛第二次登陆莫雷洛斯港附近的墨西哥大陆。到墨西哥的尤卡坦半岛。10月21日晚，威尔玛以150英里/小时（240公里/小时）的持续风速在金塔纳罗奥州的科苏梅尔岛登陆。大约六个小时后，威尔玛二次登陆莫雷洛斯港附近的墨西哥大陆。
飓风在陆地上空减弱，但在到达墨西哥湾后再次增强。威尔玛在一个强大的低压槽的引导下加速向东北方向前进。在经过佛罗里达群岛西北部后，飓风于10月24日袭击了佛罗里达州西南部罗马诺角附近，风速为120英里/小时（195公里/小时）。威尔玛迅速越过该州并减弱，进入佛罗里达州朱庇特附近的大西洋。飓风在经过巴哈马以北时短暂地重新增强，吸收了东部较小的热带风暴阿尔法。飓风于10月25日从百慕大西部经过。冷空气和风切变穿透对流核心后，威尔玛于10月26日在新斯科舍以南转变成温带气旋；一天后最终在加拿大大西洋省份上空被另一场温带风暴吸收。